# ایوب‌خان دین
ایوب خان دین (انگلیسی: Ayub Khan-Din؛ زادهٔ ۱ ژانویه ۱۹۶۱، لانکاشر) یک هنرپیشه، فیلم‌نامه‌نویس و نویسنده انگلیسی پاکستانی‌تبار است.
شرق شرق است نام نمایشنامه‌ای اثر وی است. نسخهٔ سینمایی آن نیز در سال ۱۹۹۹ میلادی به همین نام و به کارگردانی دامین اودانل ساخته شد. فیلمنامه این فیلم را نیز ایوب‌خان دین نوشته است.
تئاتر شرق شرق است در سال ۱۳۹۰ به کارگردانی مسعود رایگان با بازی رؤیا تیموریان، امید روحانی، فرزین محدث، پگاه آهنگرانی، خسرو احمدی و شبنم مقدمی در تماشاخانه ایرانشهر به روی صحنه رفت.
از فیلم‌ها یا مجموعه‌های تلویزیونی که وی در آن‌ها نقش داشته است، می‌توان به خانواده من و بقیه حیوانات اشاره نمود.